# 黒川郵便局
黒川郵便局（くろかわゆうびんきょく）は、新潟県胎内市にある郵便局。
かつては郵便区番号「959-28」の配達を受け持つ集配郵便局であったが、現在は中条郵便局に移管され無集配郵便局となっている。

## 概要
住所：〒959-2807 新潟県胎内市黒川1287-4

## 沿革
- 1872年（明治5年）旧9月 - 黒川郵便取扱所として開局[1]。
- 1875年（明治8年）1月1日 - 五等郵便局の黒川郵便局となる[1]。
- 1876年（明治9年） - 四等郵便局となる[1]。
- 1885年（明治18年）10月1日 - 貯金預所設置[2]。
- 1886年（明治19年）4月26日 - 三等郵便局となる[3]。
- 1892年（明治25年）
  - 5月16日 - 郵便為替事務開始、但し小為替振出事務は取り扱わず[4]。
  - 11月1日 - 小為替振出事務開始[5]。
- 1896年（明治29年）11月16日 - 小包郵便取扱開始[6]。
- 1899年（明治32年）4月1日 - 電信為替事務開始[7]。
- 1912年（大正元年）11月16日 - 電話通話事務開始[8]。
- 1914年（大正3年）11月1日 - 村上線（現羽越本線）中条-村上間開通に伴い鉄道郵便線路開通、その受渡局となる[9]。
- 1916年（大正5年）10月1日 - 電信事務開始[10]。
- 1922年（大正11年）8月21日 - 集配区内に鼓岡郵便局（三等、無集配）開局[11]。
- 1939年（昭和14年）6月1日 - 電話事務開始[12]。
- 1940年（昭和15年）3月31日 - 電話交換業務開始[13]。
- 1961年（昭和36年）
  - 10月6日 - 郵便区内に大長谷郵便局（特定局、無集配）開局[14]。
  - 10月13日 - 大長谷郵便局にて和文電報受付及び電話通話業務開始[15]。
- 1972年（昭和47年）4月19日 - 電話交換及び和文電報配達業務廃止、中条電報電話局に移管[16]。
- 1984年（昭和59年）2月1日 - 鉄道郵便受渡廃止[17]。
- 1985年（昭和60年）8月28日 - 風景入通信日附印使用開始[18]。
- 2006年（平成18年）9月25日 - 集配業務の全部を中条郵便局に移管。

## 周辺
- 胎内市役所黒川庁舎